# Batu Gajah
Batu Gajah è una città della Malaysia situata nello Stato di Perak.